# Stenus stygicus
Stenus stygicus är en skalbaggsart som beskrevs av Thomas Say. Stenus stygicus ingår i släktet Stenus och familjen kortvingar. Inga underarter finns listade i Catalogue of Life.